# Ліцей № 13 Хмельницької міської ради
КЗЗСО «Ліцей № 13 ХМР» або комунальний заклад загальної середньої освіти «Ліцей № 13 Хмельницької міської ради» (раніше — «Навчально-виховне об'єднання № 28») — це середній освітній комунальний навчальний заклад Хмельницької міської ради, який розташований у Хмельницькому.

## Історія
Навчальний заклад був відкритий 1990 року під назвою «Хмельницька загальноосвітня школа I—III ступенів № 28».
2001 року був перейменований на «Навчально-виховне об'єднання № 28» (скорочено «НВО № 28»).
2020 року заклад отримав сертифікат про те, що він є школою з найбільшою кількістю учнів в одному навчальному закладі від книги рекордів України.
Через реформи Хмельницьких закладів середньої освіти в середині 2023 року заклад був перейменований на «Комунальний заклад загальної середньої освіти „Ліцей № 13 Хмельницької міської ради“» (скорочено «КЗЗСО „Ліцей № 13 ХМР“»).
Історична довідка:
Історія освітнього закладу розпочалась 1 червня 1989 року коли директором школи був призначений Лернер Семен Михайлович, який здійснював підготовку новозбудованого приміщення та набір кадрів. 22 січні 1990 року, 153 учні та 14 вчителів розпочали свій перший навчальний день у Хмельницькій загальноосвітній школі І-ІІІ ступенів №28, а з ним, і літопис освітнього закладу. Поступово мікрорайон заселявся, а наш навчальний заклад наповнювався новими учнями: станом на 1997 рік у школі навчалось 2400 учнів у 82 класах. 10 серпня 2001 року, рішенням Хмельницької міської ради, 28 школу - реорганізовано в Хмельницьке навчально-виховне об’єднання №28, до складу якого входили: загальноосвітня школа І-ІІІ ступенів; колегіум- ІІІ ступеня філологічно-філософського та культурно-естетичного профілю. У 2020 році Хмельницьке НВО №28 нагороджене сертифікатом про рекорд України "Найбільша кількість учнів в одному навчальному закладі". У 2023 році, з метою приведення типів закладів загальної середньої освіти Хмельницької міської територіальної громади у відповідність до норм чинного законодавства України у сфері освіти, було прийнято рішення щодо зміни типу та перейменування закладів загальної середньої освіти Хмельницької міської територіальної громади: Хмельницьке навчально-виховне об’єднання №28 отримало назву Комунальний заклад загальної середньої освіти "Ліцей №13 Хмельницької міської ради".

## Теперішній час
Станом на 1 вересня 2024 року у школі викладають 174 педагогів і навчається 2370 учень у 77 класах (у середньому по 30 здобувачів освіти).

## Керівництво ліцею
- Топольніцький Володимир Володимирович (2024 — т. ч.) — директор;
- Бендарська Світлана Леонідівна (2022 — т. ч.) — заступник директора з навчально-виховної роботи;
- Трохимчук Олеся Петрівна (2018 — т. ч.) — заступник директора з виховної роботи;
- Красноголовець Заругі Едіківна (2019 — т. ч.) — заступник директора з навчально-виховної роботи;
- Василевська Марія Василівна (2016 — т. ч.) — заступник директора з навчально-виховної роботи;
- Кулібаба Ганна Василівна — заступник директора з господарської роботи;
- Романюк Оксана Степанівна — головний бухгалтер[5];